# 奧斯維亞湖
56°02′N 28°10′E / 56.033°N 28.167°E

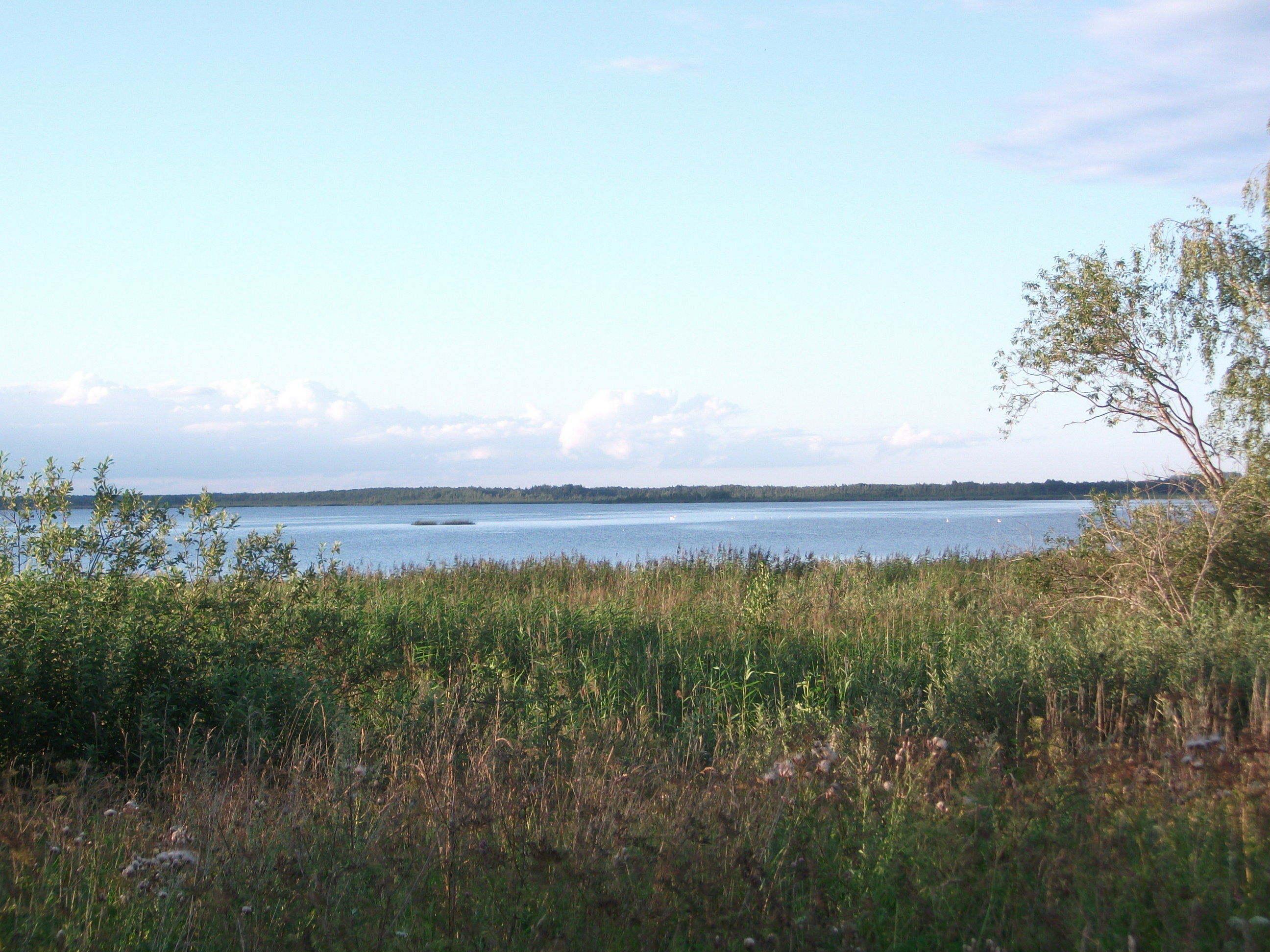
奧斯維亞湖

奧斯維亞湖（白俄羅斯語：Асвейскае）是白俄羅斯的湖泊，位於該國北部，由維捷布斯克州負責管轄，面積52.8平方公里，是該國第二大湖泊，集水區面積259平方公里，最大水深7.5米，湖岸線長度33.4公里。